# Parson’s Cause
Als Parson’s Cause (etwa „Pastorenstreit“) wurde eine langwierige juristische Auseinandersetzung um die Besoldung der anglikanischen Geistlichen in der damaligen britischen Kolonie Virginia in den Jahren 1758 bis 1763 bekannt.
Kirchengeschichtlich markiert der Konflikt, in dem sich der Klerus nicht nur gegen das Parlament und den Gouverneur von Virginia, sondern auch gegen die ökonomischen Interessen breiter Bevölkerungsschichten der Kolonie positionierte, den Beginn eines drastischen Autoritäts- und Vertrauensverlustes der Amtskirche in Virginia. Im Verlauf des Parson’s Cause wurden grundlegende Fragen über das Verhältnis vom Mutterland Königreich Großbritannien und den britischen Kolonien thematisiert, die in der darauffolgenden Krise um das Stempelgesetz und der beginnenden amerikanischen Revolution in den Mittelpunkt der politischen Debatte rückten.

## Verlauf

### Vorgeschichte

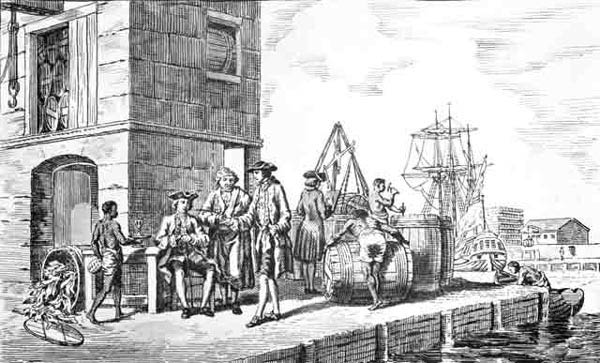
Zeitgenössische Darstellung von Tabakhändlern an der Chesapeake Bay

Die Wirtschaft der Kolonie Virginia war seit ihren Anfängen im frühen 17. Jahrhundert vom Tabakanbau geprägt. Tabak und Anteilscheine auf Tabakstapel in den Speicherhäusern der Kolonie waren auch das verbreitetste Zahlungsmittel; Bargeld war mit Ausnahme einiger spanischer Münzen kaum im Umlauf. Wie die Funktionäre der Kolonialverwaltung wurde auch die Geistlichkeit der anglikanischen Staatskirche von jeher mit Tabak entlohnt, wobei jede Gemeinde dieses Gehalt selbst aufbringen musste. 1748 wurde das Gehalt des Pfarrers auf 17.280 Pfund Tabak jährlich erhöht, was bei einem durchschnittlichen Marktpreis von etwas über anderthalb Pence pro Pfund einem Wert von etwa £110 entsprach. Als sich abzeichnete, dass eine Missernte zu einer Tabakknappheit und einem steigenden Tabakpreis führen würde, beschloss die Legislative der Kolonie, bestehend aus dem gewählten Unterhaus (dem House of Burgesses) und dem Rat des vom König ernannten Gouverneurs, im Oktober 1755, dass private und öffentliche Schulden und Gehälter für die Dauer von zehn Monaten auch mit Geld beglichen werden konnten, wobei der Gegenwert eines Pfunds Tabak bei 2 Pence festgeschrieben wurde. Der Gouverneur unterzeichnete das Gesetz, obwohl er damit gegen die königliche Weisung handelte, nicht eigenmächtig Gesetze zu ändern, denen der König bereits zugestimmt hatte.
Die Intention des bald kurz als Two Penny Act bezeichneten Gesetzes war es, Schuldner zu entlasten, die zur Zeit eines niedrigen Tabakpreises in Tabak zahlbare Schulden aufgenommen hatten und nun hart vom rasch steigenden Tabakpreis betroffen gewesen wären; das Gesetz lag damit durchaus im Interesse breiter Bevölkerungsschichten. Tatsächlich stieg der Tabakpreis bald auf bis zu 6 Pence pro Pfund. Unter den Geistlichen der Kolonie regte sich zunächst nur geringer Widerstand gegen diese Maßnahme, auch wenn ihnen durch das Gesetz die Möglichkeit verwehrt wurde, vom steigenden Tabakpreis zu profitieren. Einige von ihnen trafen sich am 29. November 1755 im College of William & Mary und setzten einen Protestbrief gegen die Maßnahme an den Bischof von London auf (zu dessen Diözese die Kolonien nach allgemeiner Auffassung zählten), doch machten die sieben Unterzeichner nur einen kleinen Teil der insgesamt rund 80 Pfarrer in der Kolonie aus.

### Eskalation
Als sich 1758 erneut eine Missernte abzeichnete, wurde der Two Penny Act für die Dauer eines Jahres wieder in Kraft gesetzt. Dieses Mal führte die Maßnahme zu einer offenen Konfrontation zwischen der anglikanischen Geistlichkeit und der Regierung der Kolonie. Auf einer Versammlung im William & Mary College beschlossen 35 Pfarrer, einen der ihrigen, den Rev. John Camm, nach London zu entsenden, um vor dem Privy Council gegen das Gesetz zu protestieren und so seine Aufhebung zu erwirken. Nachdem Camm den zuständigen Lords Commissioners sein Anliegen geschildert hatte, sprachen sie gegenüber dem König tatsächlich die Empfehlung aus, das Gesetz aufzuheben, da es nicht nur in seinen Auswirkungen den Lebensumständen der Geistlichen abträglich sei, sondern auch in direktem Widerspruch zu den königlichen Weisungen stehe, an die der Gouverneur der Kolonie gebunden sei. Der König, beeinflusst vom Bischof von London, sprach daraufhin eine Aufhebung (disallowance) des Gesetzes aus. Camm selbst wurde damit betraut, die Entscheidung und die neuen Weisungen dem kommissarischen Gouverneur Virginias, Francis Fauquier, zu überbringen. Bei Camms Ankunft in Virginia kam es jedoch zum Eklat; Fauqier warf ihm vor, ihn verleumdet zu haben und die ihm anvertrauten Weisungen unberechtigt gelesen zu haben, und verwies ihn des Hauses. Die Pfarrer lagen nun zum einen im offenen Konflikt mit der Regierung Virginias, die sich durch die königliche Aufhebung eines ihrer Gesetze in ihren Befugnissen beschnitten sah; zum anderen sahen sie sich der Feindseligkeit ihrer eigenen Gemeinden und Kirchenräte gegenüber, die die finanzielle Bürde der Entscheidung zu tragen hatten. Wirtschaftliche und politische Aspekte des Konflikts überlagerten sich in dieser Gemengelage sichtlich, da im House of Burgesses gerade die steuerzahlenden Pflanzer vertreten waren, die von der Entscheidung betroffen waren. Als die ersten Pfarrer sich anschickten, den ausstehenden Tabak von ihren Gemeinden einzufordern, beschloss das Unterhaus daher, den Gemeinden die Kosten der Verteidigung der anstehenden Gerichtsprozesse zu erstatten.
Bis 1763 wurden drei dieser Prozesse verhandelt. Den ersten strengte der Rev. Warrington, Pfarrer der Charles Parish im Westmoreland County, bereits an, als Camm sich noch in England befand, das Gericht wies die Klage jedoch ab, da der König noch nicht entschieden hatte. Nachdem die Aufhebung des Gesetzes bekanntgegeben war, klagte Warrington vor dem Gericht des Elizabeth City County erneut; dieses Mal erhielt er zwar eine bescheidene Entschädigung, doch bekräftigte das Gericht im offenen Widerspruch zur königlichen Weisung die Wirksamkeit des Two Penny Act. Ebenso erging es Camm, der seinen Fall daraufhin dem Obersten Rat (General Court) der Kolonie vortrug, der wiederum gegen ihn entschied, da der König das Gesetz zwar aufgehoben (disallowed), aber nicht annulliert habe, so dass rückwirkend keine Entschädigung fällig sei. Camm appellierte daraufhin wiederum an das Privy Council, das seine Einreichung jedoch wegen eines Formfehlers nicht berücksichtigte.

### Der Prozess im Hanover County

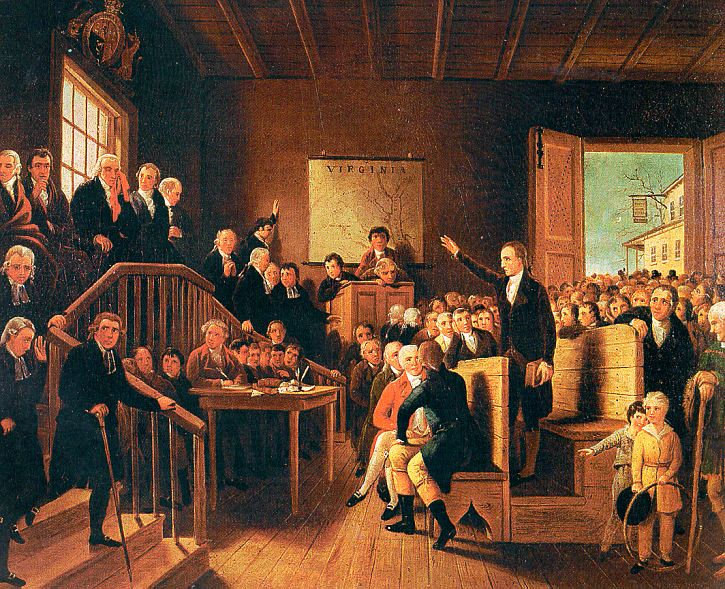
Patrick Henry trägt seine Verteidigung vor.
Gemälde von George Cooke, 1834.

Ihren Höhepunkt – und vermutlich auch Abschluss, denn danach sind keine weiteren Prozesse dokumentiert – fand die Auseinandersetzung in einem Prozess, den der Rev. James Maury vor dem Gericht des Hanover County gegen seine Gemeinde vorbrachte. Am 5. November 1763 entschied das Gericht unter dem Vorsitz des Richters John Henry, dass der Two Penny Act durch die königliche Weisung vollkommen und auch rückwirkend unwirksam war und entschied zugunsten Maurys. Die Entscheidung über die Höhe der Entschädigung wurde einem Schöffengericht übertragen. Die Entscheidung des Richters rief in der gesamten Kolonie großen Unmut hervor. Am nächsten Verhandlungstag, dem 1. Dezember, fand sich eine große Menge von Zuschauern aus dem näheren wie ferneren Umland ein, um den weiteren Verlauf des Prozesses zu verfolgen. Für die Verteidigung nahm die Gemeinde Maurys nun die Dienste des jungen Rechtsanwalts Patrick Henry in Anspruch, des Sohns des Richters. Henry, der in den folgenden Jahren zu einem der führenden Köpfe der amerikanischen Revolution in Virginia aufstieg und 1776 der erste republikanische Gouverneur des Staates werden sollte, präsentierte in seinem Plädoyer Argumente, die einigen politischen Sprengstoff bargen und die Rhetorik der Revolutionsjahre vorwegzunehmen scheinen. Seine Rede ist jedoch nicht im Original dokumentiert, sondern nur in einer Rekonstruktion William Wirts, der 1816, also 40 Jahre nach der Unabhängigkeitserklärung der Vereinigten Staaten, eine erste Biografie Patrick Henrys vorlegte. Es ist daher durchaus möglich, dass Wirt den republikanischen Geist seiner Epoche auf Henrys Rede 1763 projizierte; dasselbe Problem stellt sich auch bei Henrys berühmtester Rede Give me Liberty, or give me Death! (1775), die ebenfalls erst durch Wirt ihre bis heute bekannte Fassung erhielt.
Henry überraschte demnach in seiner Rede alle Anwesenden, da seine Argumentation den Streitpunkt wieder aufgriff, über den das Gericht bereits entschieden hatte: die Frage nach der Rechtmäßigkeit des Two Penny Act. Die Gesetze Großbritanniens wie der Kolonie, so Henry, stützten sich auf ein gegenseitiges Abkommen zwischen Regierenden und Regierten, das allein der Mehrung des Gemeinwohls verpflichtet sei. Mit seiner Entscheidung, das von der Kolonie im Sinne dieses Anliegens beschlossene Gesetz aufzuheben, habe der König dieses Abkommen aufgekündigt. Die Kolonie sei nun ihrerseits ihrer Pflichten gegenüber dem König entbunden und somit ermächtigt, ihre Angelegenheiten ohne Berücksichtigung des Königs selbst zu regeln. Der König habe mit seiner Entscheidung mithin bewiesen, dass er kaum mehr als ein Tyrann sei, dem niemand Gehorsam schuldig ist. Im Gerichtssaal soll daraufhin von mehreren Seiten laut „Verrat!“ gerufen worden sein, doch der Großteil der Zuschauer zeigte sich sichtlich beeindruckt. Die Mitglieder der Jury zogen sich daraufhin zur Beratung zurück und gaben nach kurzer Zeit ihre Entscheidung bekannt: sie sprachen Maury eine Entschädigung von einem Penny zu, der denkbar niedrigste Betrag. Henry soll nach der Entscheidung von einer jubelnden Menge auf Händen aus dem Gerichtssaal getragen worden sein.

## Bedeutung
Die Geschichtsschreibung misst dem Parson’s Cause vor allem deswegen eine über Virginia und die Kirchengeschichte hinausgehende Bedeutung zu, weil bereits hier Konflikte zwischen den Kolonien und dem Mutterland deutlich wurden, die sich im Verlauf der anschließenden amerikanischen Revolution bald verschärften. Für Patrick Henry war der Fall der Beginn seiner politischen Karriere; 1765 wurde er als Abgeordneter des Louisa County ins House of Burgesses gewählt, wo er sich bald als wortgewaltigster Gegner des Stempelgesetzes profilierte, das die Bewohner der dreizehn Kolonien zu dieser Zeit zu Protesten bewegte und bis an den Rand der offenen Rebellion trieb. Henrys Verteidigungsrede im Gerichtssaal des Hanover County erscheint in diesem Zusammenhang als direkter Vorläufer der Virginia Resolves, die das House of Burgesses 1765 auf seinen Vorschlag hin verabschiedete und die in zuvor undenkbarer Schärfe den König und das Parlament von Großbritannien angriff.
Der Parson’s Cause wurde nicht nur vor dem Richterstuhl, sondern über Jahre hinweg auch in der kolonialen Presse ausgetragen. Zwischen 1759 und 1765 erschienen neben zahlreichen Beiträgen in den Zeitungen der Kolonie eine Reihe von Pamphleten von Befürwortern des Two Penny Act, in denen zum einen der Klerus wortreich beschimpft, zum anderen aber auch die rechtlichen Grundlagen des Konflikts erörtert wurden; auf Seiten der Geistlichen wurden diese Angriffe durch zwei Pamphlete von Camm selbst beantwortet. Besondere Bedeutung kommt in diesem „Pamphletkrieg“ einer Streitschrift Richard Blands zu (The Colonel Dismounted, 1764). Bland, langjähriges Mitglied des House of Burgesses, stellte darin die grundsätzliche Frage, wer die Souveränität in Virginia ausübe. Unter der Berufung auf die englische Verfassungstradition argumentierte er, dass die Herrschaft immer auf einem Einverständnis zwischen Regierten und Regierenden beruhe, und die Bewohner Virginias ihr Einverständnis über ihre eigene Regierung, also über das House of Burgesses, vermittelten. Es gebe zwar Bereiche wie etwa die Außenpolitik, in denen eine „externe“ Regierung, also das britische Parlament, allein befugt sei, Entscheidungen zu fällen, da sie über die Grenzen Virginias hinaus Geltung hätten. In Angelegenheiten, die allein die Bewohner der Kolonie in ihren geographischen Grenzen betreffen, stünden diese Entscheidungen, so Bland, allein der eigenen, „internen“ Regierung zu. Wusste Bland, als er sein Pamphlet schrieb, auch noch nichts vom Vorhaben der britischen Regierung, eine Stempelsteuer in den Kolonien einzuführen, so nehmen seine verfassungsrechtlichen Überlegungen doch zentrale Forderungen der amerikanischen Revolution wie das Recht auf Selbstbesteuerung (no taxation without representation) vorweg.
Neben dem politischen wurde im Parson’s Cause auch ein konfessioneller Konflikt deutlich. Die Church of England war in der Kronkolonie Virginia nicht nur Amts-, sondern bis 1748 auch die einzige überhaupt geduldete Kirche; die englische Toleranzakte von 1689 wurde in Virginia erst 1748 anerkannt, so dass sich die besonders im Binnenland (dem Piedmont) schnell wachsenden nonkonformistischen Sekten (Dissenters) wie Presbyterianer und Baptisten hier noch länger als im Mutterland religiöser Verfolgung erwehren mussten. Dass sich unter den vier Geschworenen des Prozesses in Hanover drei Dissenter fanden, lässt den Schluss zu, dass auch religiöse Motive bei der Entscheidung eine Rolle spielten. Während und nach den Prozessen verlor die Amtskirche erheblich an Rückhalt in der Bevölkerung, ihre Amtsträger sahen sich in der Revolutionszeit nicht nur aus religiösen Gründen oft als „Papisten“ verunglimpft, sondern waren als Repräsentanten des Königs auch aus politischen Gründen verhasst. Nach der Unabhängigkeit löste das Parlament Virginias die Amtskirche vollends auf, und noch ihr Nachfolger, die Episkopalkirche, hatte im Staat noch über Jahrzehnte einen schlechten Ruf und schweren Stand im Vergleich zu den weiter wachsenden calvinistisch geprägten Kirchen. Aus diesem Umstand lässt sich jedoch kaum, wie gelegentlich versucht wurde, der Schluss ableiten, dass der religiöse den politisch-sozialen Dissens bedingt oder gefördert habe, denn zumindest im Falle des Parson’s Cause war der Gegner des Klerus zuvörderst das einheimische religiöse Establishment der Kolonie selbst, also die Grundbesitzer- und Händlerklasse, aus denen sich die Pfarrgemeinderäte (vestries) zusammensetzten. Für sie stellte die religiöse Entwicklung der Zeit eine doppelte Bedrohung dar: während sie gerade in den 1740er und 1750er Jahren mit politischen und juristischen Mitteln versuchten, den Einfluss der Dissenters einzudämmen, zerstritt sich ihre eigene Kirche zusehends über weltliche Dinge.